# 阿姆夫拉基亚湾

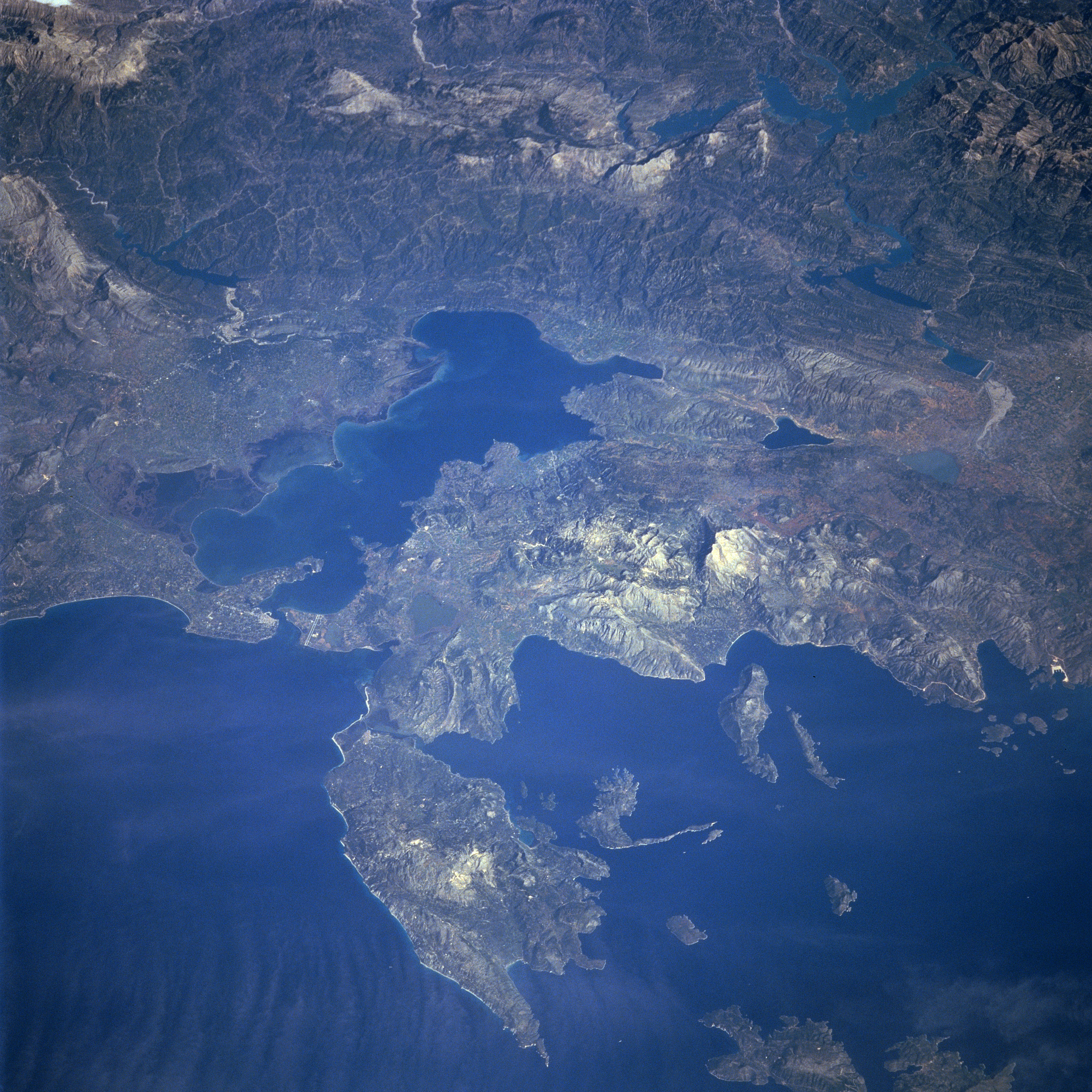
阿姆夫拉基亚湾衛星圖

阿姆夫拉基亚湾（希臘語：Αμβρακικός κόλπος），又称安布拉基亞灣，是希腊西北部伊奥尼亚海的一个海湾，40公里长15公里宽，是希腊最大的海湾之一，沿岸城市有普雷韦扎等。公元前31年的亞克興海戰在该地附近的亞克興角爆发。